# Malaco

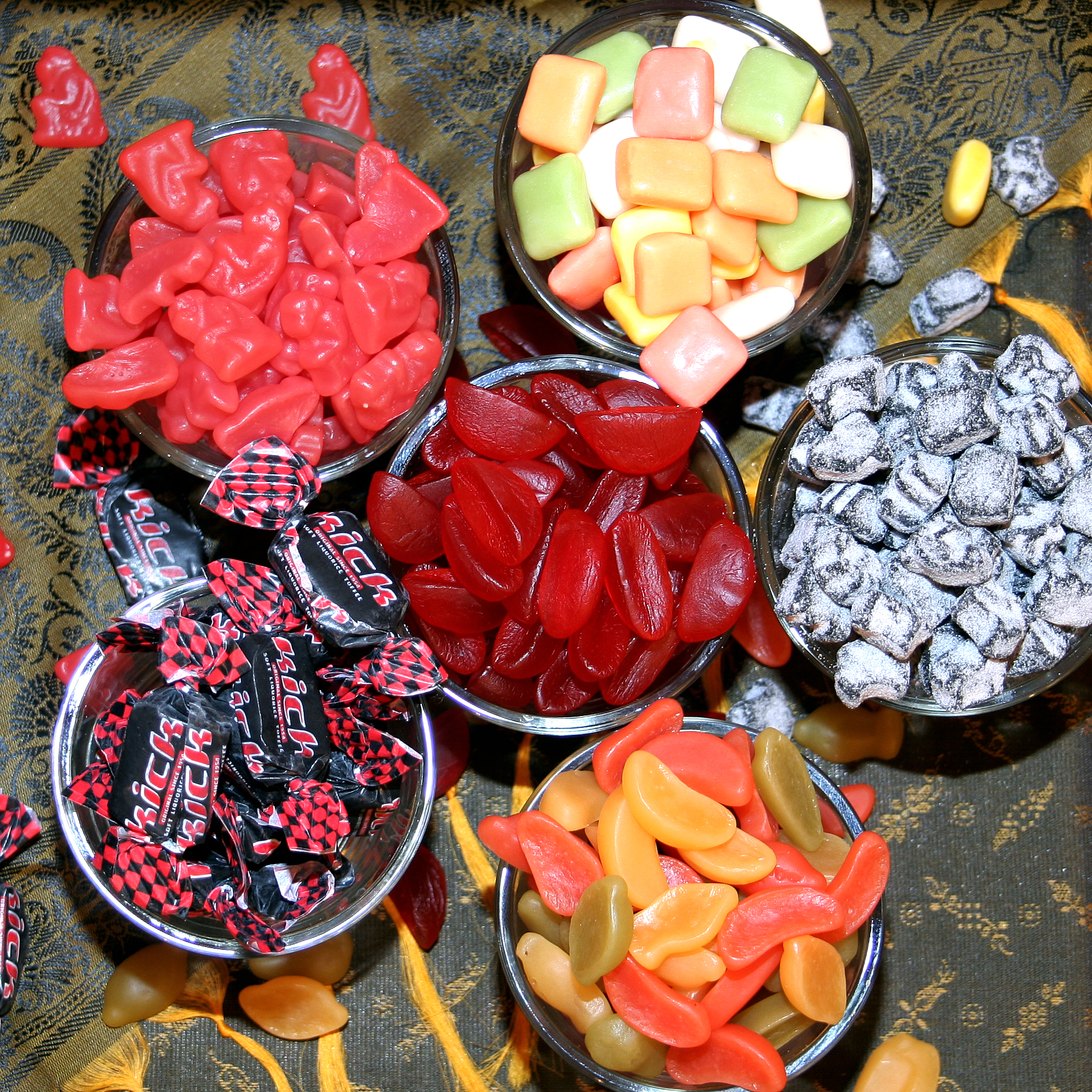
Några godissorter från Malaco: Zoo, Brio, Kick, Pimpim, Djungelvrål och Fruxo.

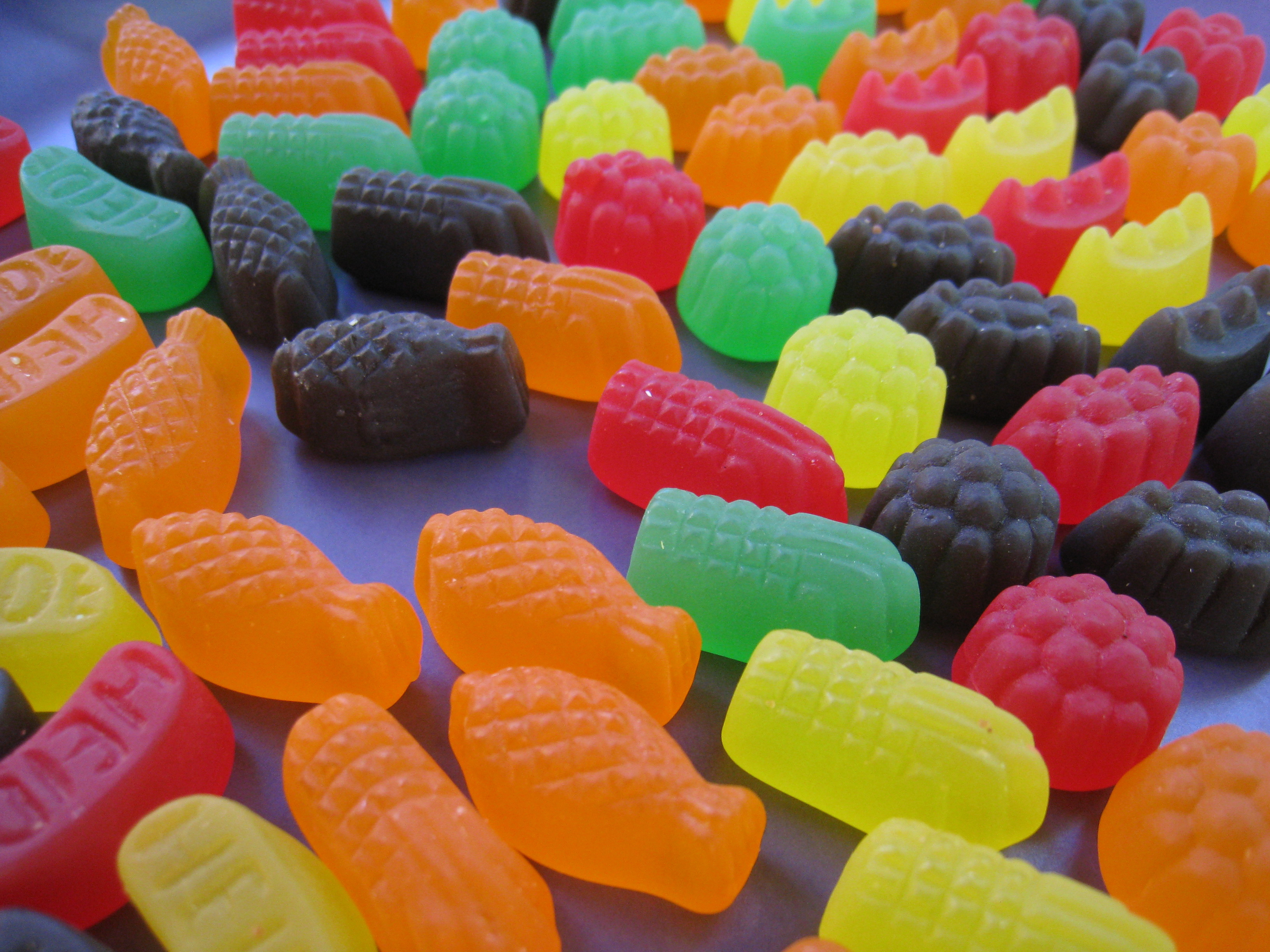
Malacos vingummin Truly Mixed.

Malaco är ett varumärke för sötsaker tillhörande livsmedelsföretaget Cloetta.
Bland produkter i varumärkets sortiment märks godis som Brio, Fruxo, Pim Pim, Zoo och Gott & blandat, det sistnämnda lanserat 1979.

## Historik
Malaco etablerades 1934 under namnet Malmö Lakrits Compani, av det danska A/S Lagerman junior. Namnet Malaco kommer just från de inledande bokstäverna från Malmö Lakrits Compani.
Verksamheten fanns från början på Lundavägen 17 i Malmö, men flyttades 1948 till en nybyggd fabrik på Norbergsgatan i Sofielunds industriområde. Ytterligare en fabrik tillkom 1968 i danska Slagelse (nedlagd 2011). Fabriken i Malmö lades ned i april 2001 och sedan dess finns ingen tillverkning i Malmö, utan bara ett lager.
Försäljningen var från början begränsad till Norden, men från 1950-talet förekom även omfattande export till USA. 1988 förvärvade Maraboukoncernen Malaco som från 1990 kom att ingå i Freia Marabou A/S som köptes upp av Kraft General Foods 1993. Malaco såldes vidare 1997 till den nederländska livsmedelskoncernen CSM. Efter att CSM förvärvat finländska Huhtamäkis konfektyrrörelse Leaf (med ursprung i bland annat Ahlgrens Tekniska Fabrik) slogs de båda företagen samman till MalacoLeaf AB. 
Efter ett ägarbyte i mars 2005 namnändrades MalacoLeaf till Leaf. Leaf köptes i sin tur upp av Cloetta under 2011.

## Malaco-elefanten
År 1984 lanserades Minisnablar, som var en påsförpackad variant av de vanliga lakritssnablarna. I samband med detta introducerades en babyelefant som var på påsens förpackning. Elefanten användes som symbol för Malaco i några år. Även om elefanten inte längre är en symbol för Malaco finns den kvar på påsen med Malacos Snören.

## Välkända produkter

### Brio
Brio är mjuk kola som finns i frukt- och gräddkolasmak. Brio med fruktsmak introducerades redan på 1930-talet av dåvarande Pix, Gävle, som köptes upp av Ahlgrens 1975.

### Djungelvrål

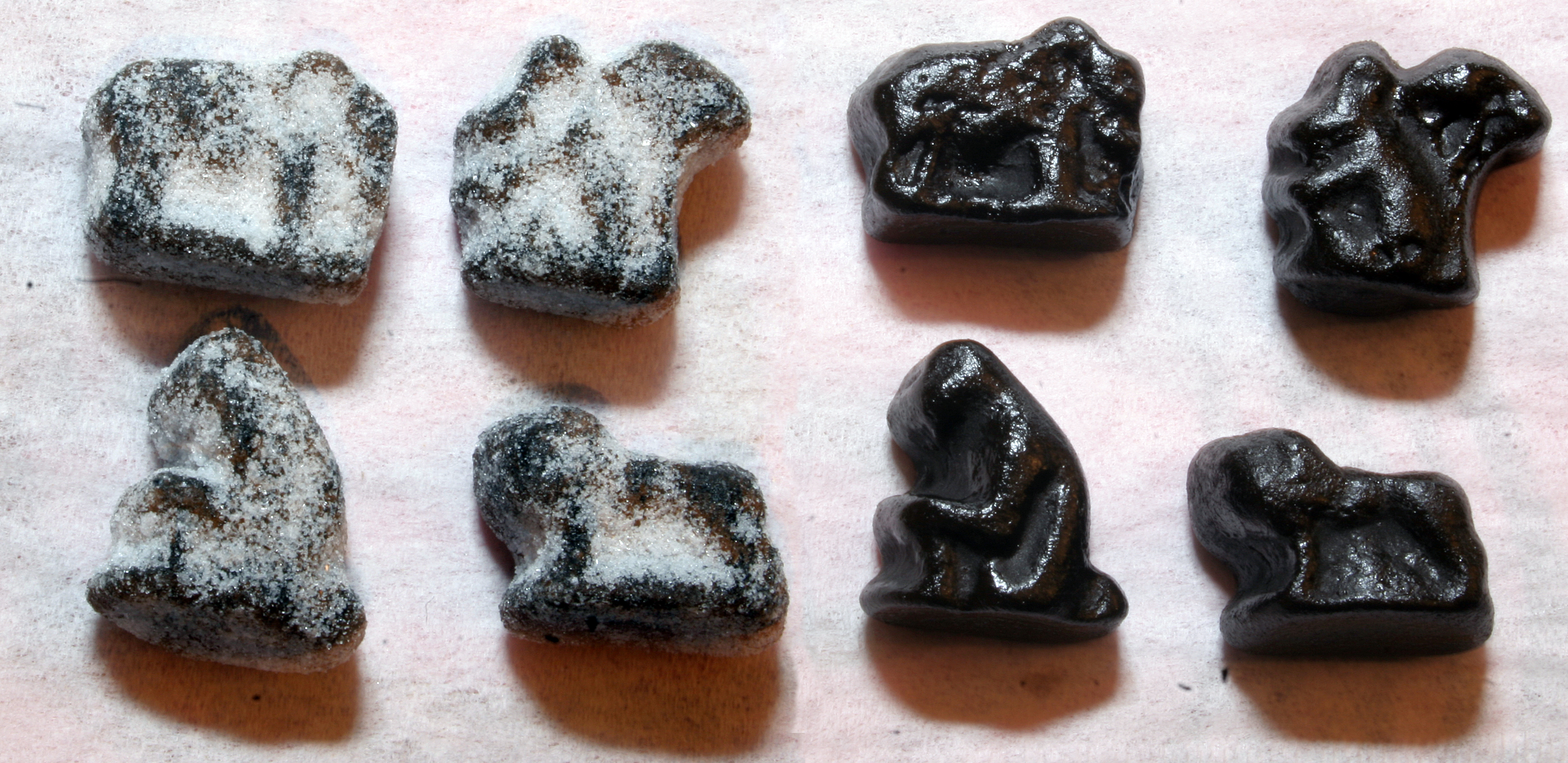
De fyra Djungelvråls-figurerna i normalutförande med och utan salt.

Djungelvrål lanserades 1982 och består av saltlakritsfigurer föreställande djur. Av okänd anledning har apa, lejon, ekorre och elefant varit modell för figurerna i påsen. På förpackningen avbildas alltid en apa. Djungelvrål finns även i form av en klubba med en kärna av salmiak.

### Fox

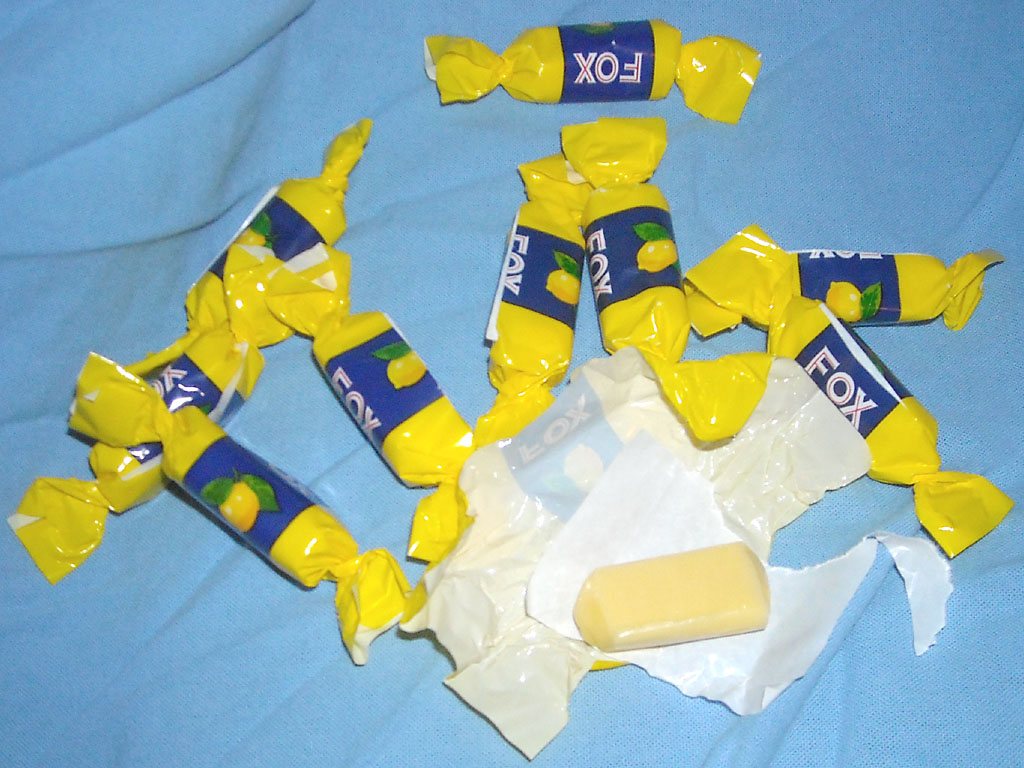
Fox citronkola.

Fox, i marknadsföring skrivet FOX, är en mjuk kola med citronsmak. Den lanserades först i Norge 1935.
Tidigare såldes den även i 2-pack tillsammans med varianterna Rox (hallonsmak) och Nox (sötlakrits).

### Fruxo
Fruxo är olikfärgade geléfrukter med fruktsmak som säljs i tablettask, påse och klubba. Fruxo tillhörde tidigare Ahlgrens, och före det PIX.

### Gott & blandat

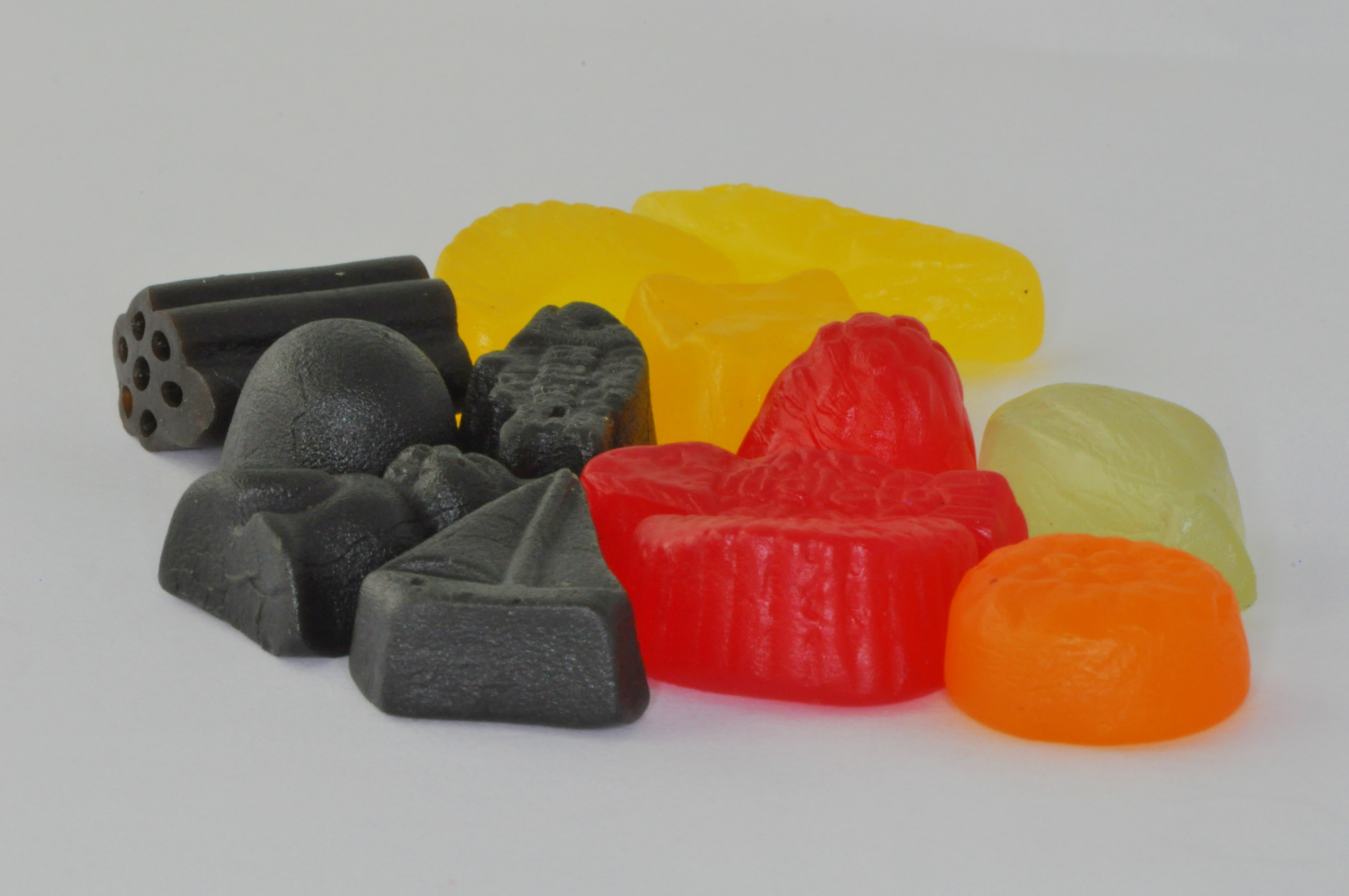
Godisbitar i Gott & blandat original.

Gott & blandat, i marknadsföring skrivet Gott & Blandat eller Gott&BLANDAT, är en serie godispåsar med mjukt eller segt godis i blandade färger och former, med frukt- och lakritssmak och/eller kolasmak. Originalblandningen började säljas 1979. Namnet hittades på av Anders Wester, som var säljare vid Malaco och skedde inom ramen för en säljkonferens i Jönköping där alla företagets säljare var på plats. Från början var Gott & blandat produktionens "restpåse". När man förpackade plockgodis blev det ofta 50-100 kilo godis över av olika sorter. De blandades och förpackades i påsar, och därav fick produkten sitt namn Gott & blandat. Produktionschefen kallade den för en "levande blandning" vilket innebar att innehållet kunde variera från gång till gång. Även om blandningen numer innehåller samma sorter kan blandningsförhållandet variera, vilket framgår på produktförpackningen. Gott & blandat finns även i fler än tio olika varianter, som exempelvis: Gott & blandat Salt, Gott & blandat Surt, Gott & blandat Friskt, Gott & blandat Kola och Gott & blandat Familie Guf.

### Kanolds gräddkola
Kanolds gräddkola, i marknadsföring skrivet Kanolds Gräddkola, är en mjuk gräddkola med mjölkchokladsmak. Den säljs i påse och i lösvikt.

### Kick
Kick, tidigare Käck, är en mjuk lakritskola. Som stycksak har den funnits sedan 1954. Förutom originalet finns den i smakerna lemon (citronlakrits), seasalt (saltlakrits), raspberry (hallonlakrits) och pear cactus (päron- och kaktuslakrits).
Det har även tillkommit en variant i mindre format som säljs i påse kallad Kick Bites. Den finns i smakerna original, original/lemon och sea salt/raspberry.

### Pastellfiskar och salt sill

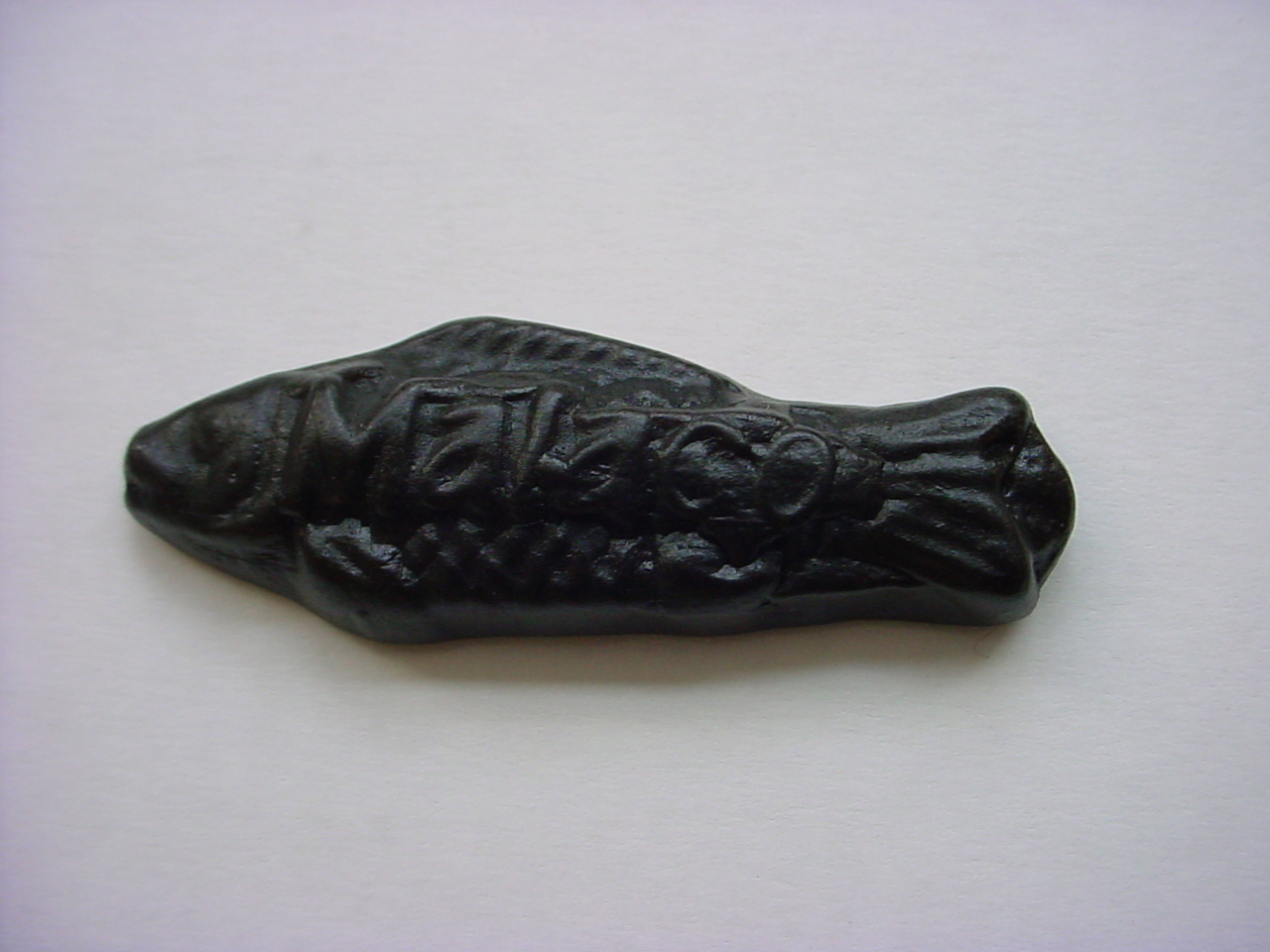
Salt sill

Pastellfiskar är pastellfärgade geléfiskar med fruktsmak och "Malaco" tryckt på sidan. Salt Sill är svarta geléfiskar med smak av saltlakrits.
I Nordamerika kallas pastellfiskar för Swedish Fish och produceras av Cadbury Adams. Istället för "Malaco" står det "Swedish" på fiskens sida.

### Pim Pim

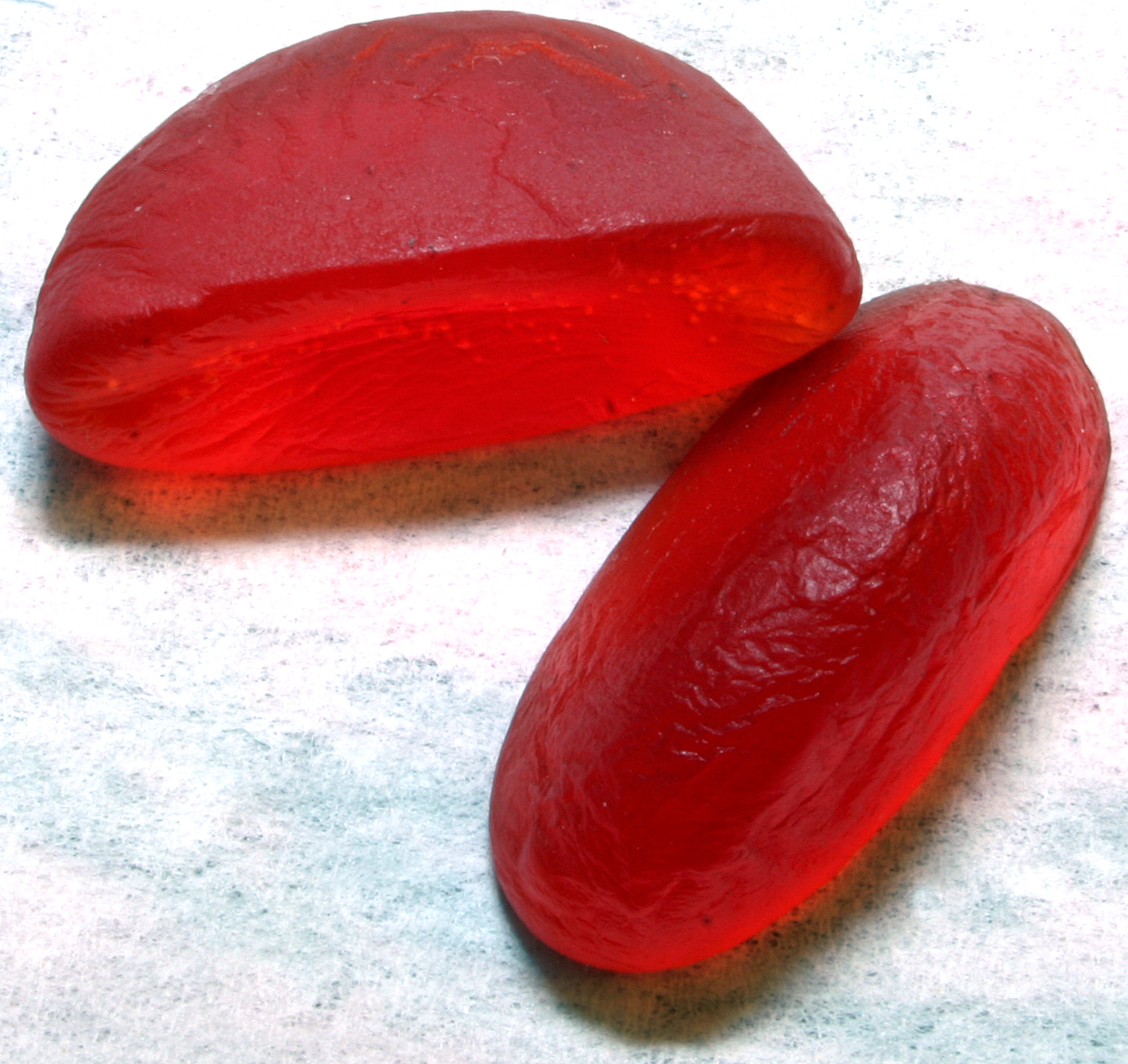
Pim Pim

Pim Pim lanserades 1932 och består av röda hallonbåtar av gelé som säljs i tablettask och numera även i påse och som klubba. Det var ursprungligen en Ahlgrensprodukt.

### Skipper's Pipes
Malacos lakritspipa finns i olika storlekar, smakvarianter och förpackningar. Originalet lanserades 1920.

### Snöre
Snöre kallades tidigare Snören. Godissnören i påse som finns i smakerna jordgubb, kola och cola (lanserades i februari 2016). Tidigare fanns även smakerna lakrits, saltlakrits, Zoo, hallon och läsk-cola.
Malacos elefantmaskot under 1980-talet figurerar ännu på förpackningarna.

### Zig Zag
Zig Zag kunde i marknadsföring även skrivas ZigZag. Tuggtabletter med mintsmak som såldes i tablettask. De tillverkades ursprungligen av Pix-fabriken i Gävle.

### Zoo

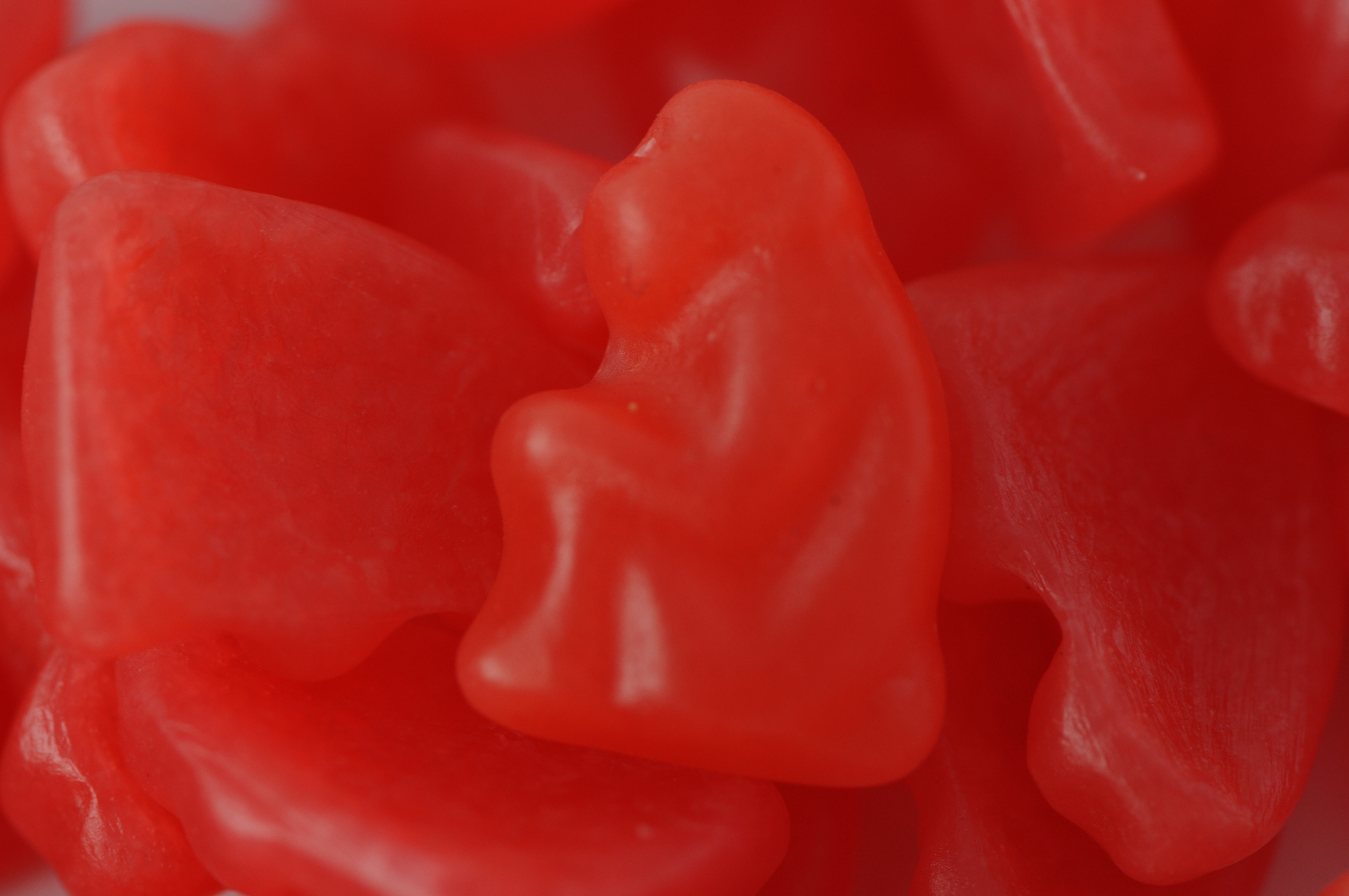
Zoo

Zoo är ursprungligen geléapor med fruktsmak som först marknadsfördes av Ahlgrens. Zoo säljs i tablettask, lösvikt och i påse, och finns även i form av klubba och stång.